# Navarones kanoner (film)
Navarones kanoner (orig. The Guns of Navarone) er en amerikansk krigsfilm fra 1961 med Gregory Peck, David Niven og Anthony Quinn i hovedrollerne. Filmen er baseret på den velkendte roman af samme navn fra 1957 skrevet af Alistair MacLean.
Filmudgaven var en del af strømmen af episke storbudgetsfilm om 2. verdenskrig, som inkluderede bl.a. Den Længste Dag (orig. The Longest Day, 1962) og Den Store Flugt (orig. The Great Escape, 1963). Manuskriptet, som blev tilpasset af Carl Foreman, havde væsentlige ændringer til praktisk talt alle store roller fra bogen.
Filmen blev i 1978 efterfulgt af Styrke 10 fra Navarone (orig. Force 10 from Navarone), som dog blev en meget mindre succes end Navarones Kanoner.

## Handling
Bogen og filmen deler samme basale plot: En gruppe allierede kommandosoldater skal sammen med den græske modstandsbevægelse ødelægge to enorme kanoner på et tysk fæstningsanlæg på den græske ø Navarone, som truer de allierede skibe i det Ægæiske Hav og forhindrer redningen af 1200 isolerede britiske soldater.

## Medvirkende
- Gregory Peck : Keith Mallory
- David Niven : John Anthony Miller
- Anthony Quinn : Andrea Stavros
- Stanley Baker : 'Butcher' Brown
- Anthony Quayle : Roy Franklin
- James Darren : Spyros Pappadimos
- Irene Papas : Maria Pappadimos
- Gia Scala : Anna
- James Robertson Justice : James Jensen RN
- Richard Harris : Howard Barnsby
- Christopher Rhodes : Tysk officer
- Bryan Forbes : Cohn

Dette er listen, som den vises i slutningen af filmen. Der er stor forskel mellem karaktererne i filmen og romanen, da Carl Foreman lavede mange ændringer fra roman til filmmanuskript.